# Niklas Sandberg (fotbollsspelare)
Niklas Sandberg, född 3 september 1978, är en svensk före detta fotbollsspelare som har spelat som mittback och defensiv central mittfältare i flera klubbar, däribland AIK.
Sandberg debuterade i AIK 1996 i Svenska cupen mot Krokom/Dvärsätts IF, då han hoppade in med elva minuter kvar av matchen. 1997 blev det en allsvensk debut då han fick spela två matcher, båda som ersättare för Gary Sundgren. Inför 1998 gick han dock till IK Sirius och spelade där i två säsonger. Efter att Sirius åkte ner en division inför 2000 gick han till de regerande mästarna Helsingborgs IF, men han fick lite speltid och flyttade 2001 till FC Café Opera och spelade där till 2003.
Inför den allsvenska säsongen 2004 gick Niklas till AIK igen där han fick spela 24 matcher totalt, varav 22 matcher från start. Detta hjälpte dock inte AIK som åkte ut ur allsvenskan det året. Niklas stannade under året i Superettan och hjälpte klubben tillbaka till den högsta serien i svensk fotboll. I Allsvenskan gjorde han även många stabila ingripanden och fick behålla sin ordinarie plats i startelvan.
Sandberg blev även uttagen till Sveriges herrlandslag i fotboll och deras turné i Sydamerika i januari 2007. Det blev då spel i två av de tre matcher landslaget spelade. Han spelade som mittback båda matcherna.
Den 30 maj 2007 lämnade han AIK för spel i klubben CFR Cluj i Rumänien.
I början av 2010 spelade han för Singapore Armed Forces. Sejouren blev dock kortvarig och av familjeskäl återvände han till Sverige och IK Brage, som visat intresse för honom under en längre tid. Niklas Sandbergs fru kommer från Dalarna, och det var en av anledningarna till att det blev Brage.